# GR-Fernwanderwegenetz

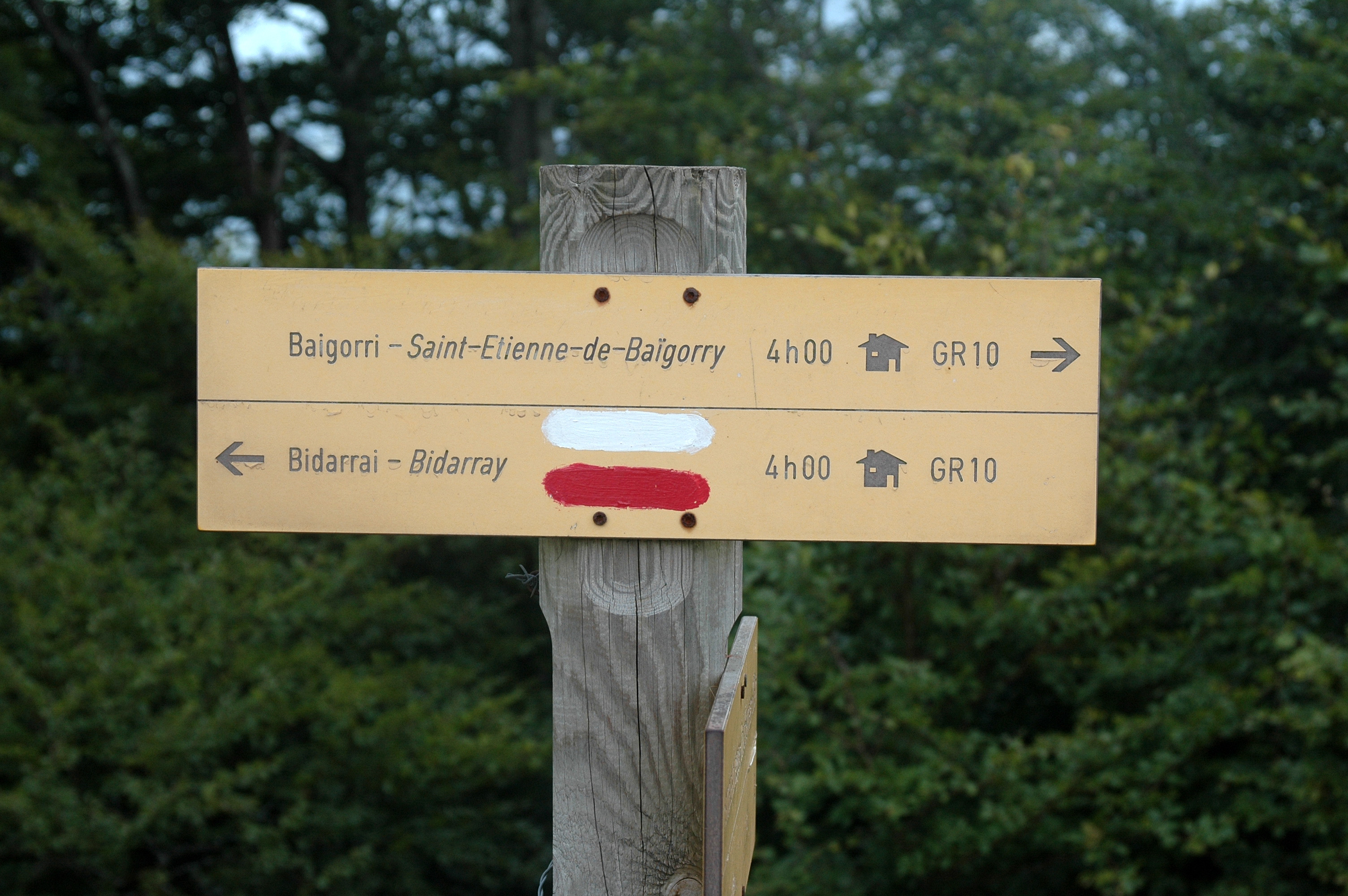
Ein Wegweiser auf dem GR10 bei Saint-Étienne-de-Baïgorry

Die GR-Fernwanderwege (französisch Sentier de Grande Randonnée; niederländisch Grote Routepaden oder Lange-afstand-wandelpaden; portugiesisch Grande Rota; spanisch Gran Recorrido; katalanisch Gran Recorregut) sind ein Netzwerk von Fernwanderwegen in Europa, zumeist in Frankreich, Belgien, den Niederlanden und Spanien.
In Frankreich werden sie von der Fédération française de la randonnée pédestre unterhalten, in Spanien von der Federación Española de Deportes de Montaña y Escalada. Einige GR-Fernwanderwege sind Teil der längeren Europäischen Fernwanderwege, die mehrere Länder durchqueren.

## Markierung

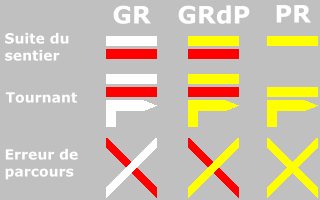
Markierungsschema Frankreich

In aller Regel werden die Wege mit Nummern bezeichnet, die jedoch keiner gemeinsamen Norm folgen: So gibt es in verschiedenen Ländern gleichnamige GRs, die jedoch nicht aneinander anschließen.
In Frankreich, Belgien, den Niederlanden und Spanien sind GRs weiß-rot markiert.

Das Schaubild verdeutlicht das französische Markierungssystem:
- weiß-roter Balken = GR
- gelb-roter Balken = GRdP (Grande Randonnée de Pays)
- gelber Balken = Petites Randonnées, für die die Verantwortung bei den jeweiligen Départements liegt.

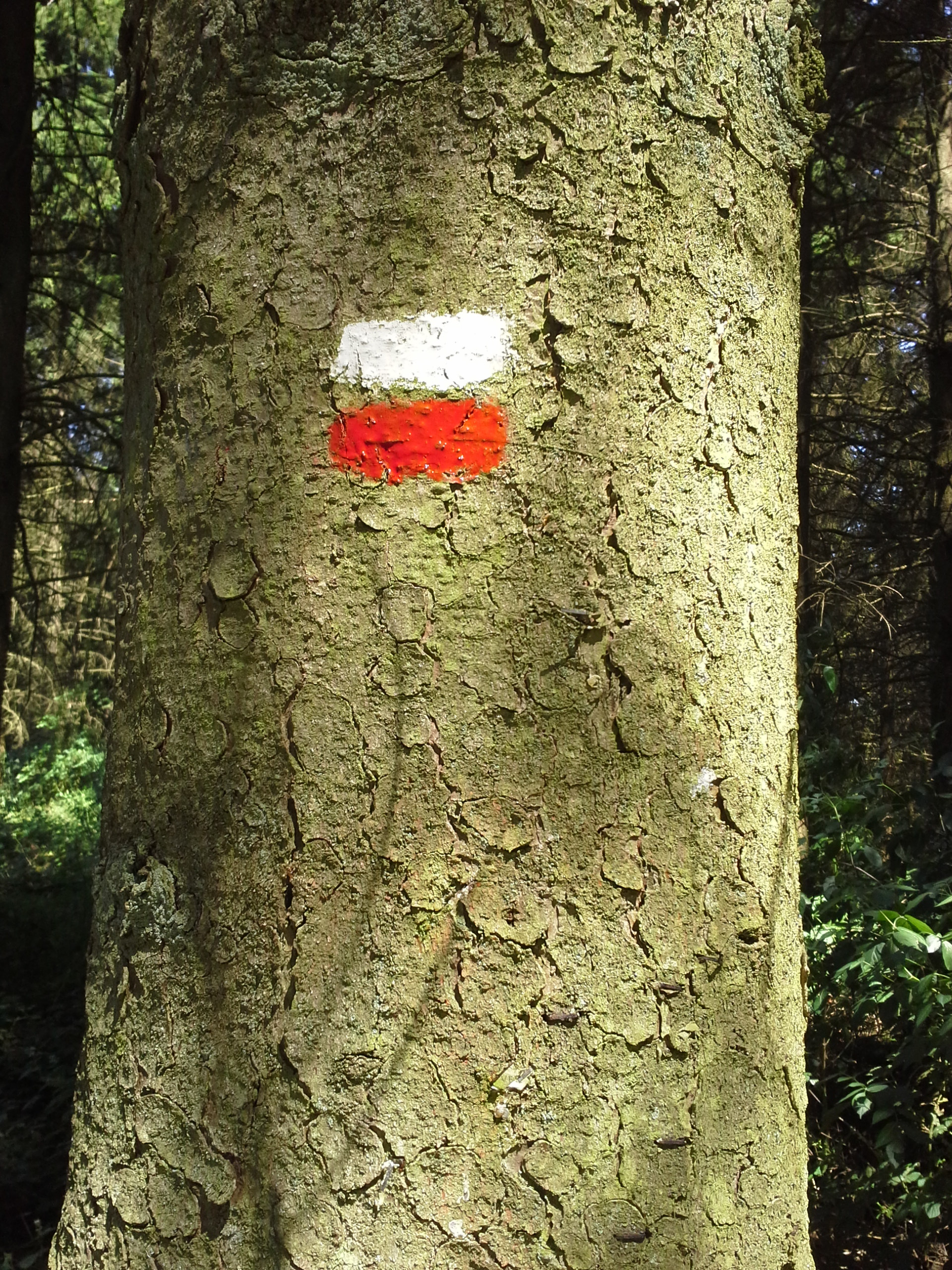
Markierung
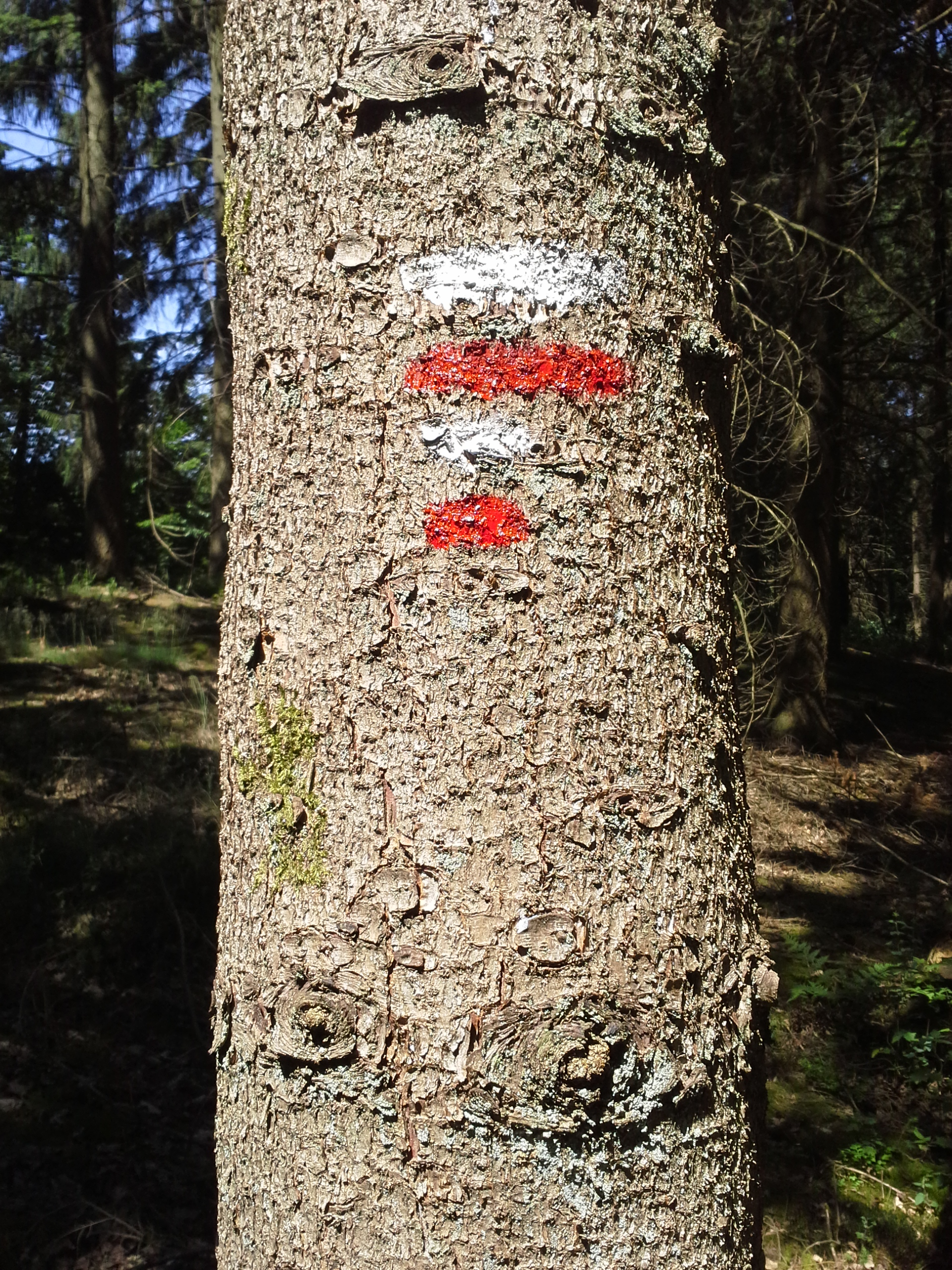
Richtung ändern
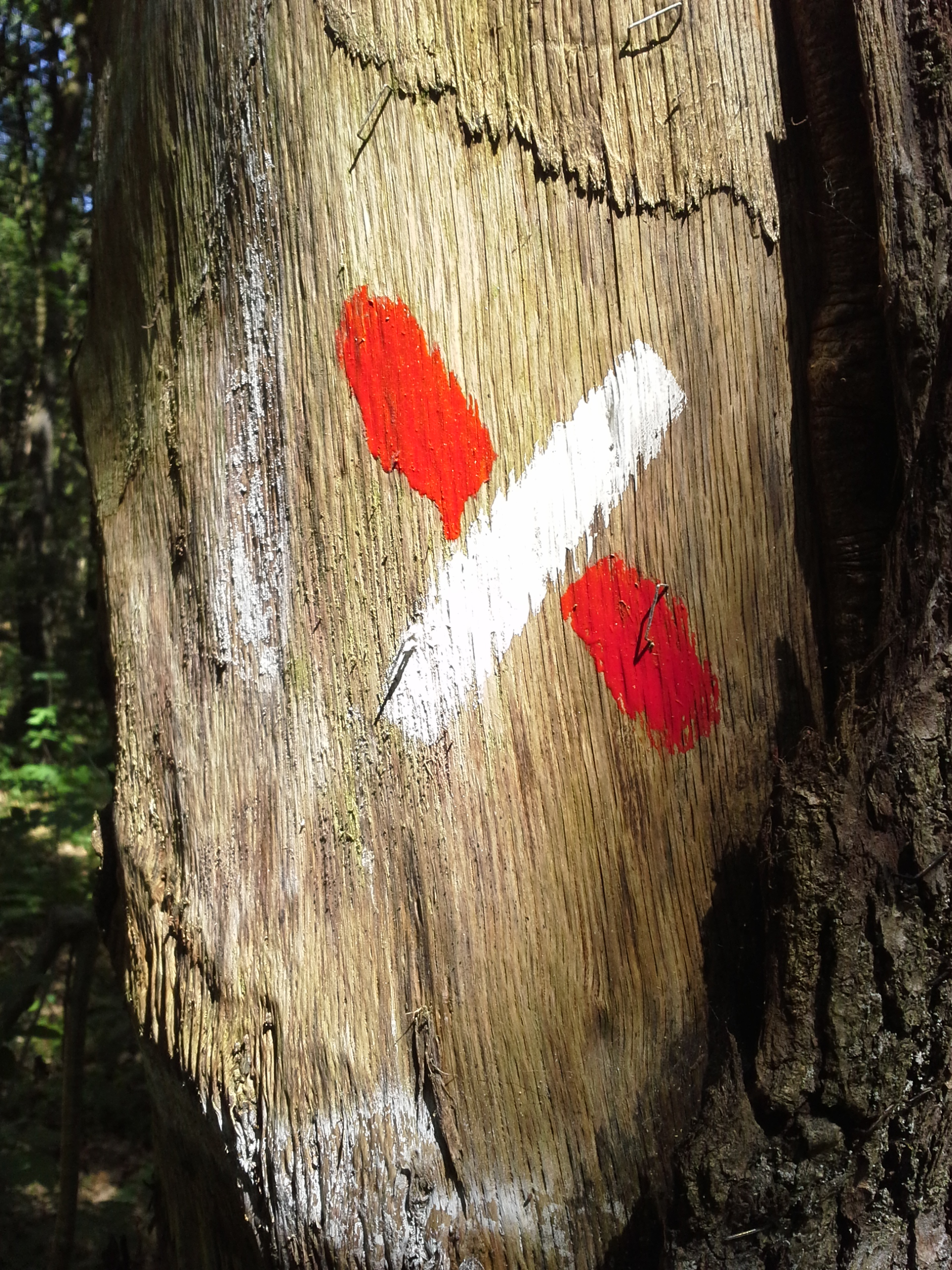
Falscher Weg

## Liste der GRs nach Staaten

### Frankreich
| GR                 | Verlauf | Länge    |
| ------------------ | --- | -------- |
| GR 1 (GR 11)       | Rund um Paris, Chantilly, Coulommiers, Provins, Fontainebleau, Chevreuse, Mantes-la-Jolie |          |
| GR 2               | Rouen, Paris, Dijon | 852 km   |
| GR 3               | La Baule, Saumur, Orléans, Nevers, Mont Mézenc |          |
| GR 3               | Saint-Amour, Léoncel, Saint-Tropez |          |
| GR 4               | Royan, Limoges, Aubusson, Saint-Flour, Pont-Saint-Esprit, Grasse | 1470 km  |
| GR 5               | Hasselt (B), Metz, Belfort, Chamonix, Nice; Teil des Europäischen Fernwanderweges E2; im Jura zum Teil übereinstimmend mit der Grande Traversée du Jura (GTJ); ab Genfersee auch unter dem Namen „Grande Traversée des Alpes“ (GTA)                        | 2080 km  |
| GR 6               | Saint-Véran, Tarascon, Conques, Langon |          |
| GR 7               | Ballon-d'Alsace, Dijon, Saint-Étienne, Lodève, Andorra la Vella (AND) | 1400 km  |
| GR 9               | Saint-Amour, Léoncel, Saint-Tropez | ~ 990 km |
| GR 10              | Hendaye, Arette-Pierre-Saint-Martin, Bagnères-de-Luchon, Mérens-les-Vals, Banyuls-sur-Mer (Durchquerung der Pyrenäen vom Atlantik zum Mittelmeer) | 866 km   |
| GR 11 (GR 1)       | Rund um Paris, Île-de-France | 738 km   |
| GR 12              | Amsterdam – Paris | 977 km   |
| GR 13              | Fontainebleau – Bourbon-Lancy |          |
| GR 20              | Korsika: Calenzana (Département Haute-Corse), Conca (Département Corse-du-Sud) | 168 km   |
| GR 21              | Le Havre, Étretat, Fécamp, Saint-Valery-en-Caux, Veules-les-Roses, Dieppe | 179 km   |
| GR 22              | Paris – Deauville |          |
| GR 30              | Chaîne des Puys, Puy de Sancy, Plomb du Cantal |          |
| GR 34              | Mont-Saint-Michel, Saint-Brieuc, Morlaix, Brest Presqu'Île de Crozon, Douarnenez, Pointe du Raz, Lorient Bretagne |          |
| GR 34A             | Louannec – Gurunhuel |          |
| GR 35              | Verneuil-sur-Avre – Seiches-sur-le-Loir |          |
| GR 36              | Ouistreham (Normandie), Angoulême, Cahors, Albi, Carcassonne, Bourg-Madame (Pyrenäen) |          |
| GR 37              | Vitré – Le Faou |          |
| GR 38              | Redon, Douarnenez |          |
| GR 39              | Mont-Saint-Michel, Guérande |          |
| GR 41              | Tours, Farges-Allichamps, Monts Dore |          |
| GR 42              | Saint-Etienne, Avignon |          |
| GR 43              | Sainte-Eulalie, Col des Faïsses |          |
| GR 44              | Les Vans, Champerboux (Sainte-Enimie) |          |
| GR 46              | Tours, Rocamadour, Castelnau-de-Montmiral, Cahuzac-sur-Vère |          |
| GR 51              | Alpes-Maritimes Balcons de la Côte d'Azur |          |
| GR 52              | Alpes-Maritimes: Saint-Dalmas de Valdeblore, Col de Salèse, Madone de Fenestre, Baisse du Basto, Refuge de Merveilles, Pointe des Trois Communes, Sospel, Menton Variante des GR 5 für dessen letztes Teilstück – und von vielen GR-5-Wanderern bevorzugt. |          |
| GR 52A             | Col de Tende, Saorge, Breil-sur-Roya, Sospel, Col de Turini, Saint-Martin-Vésubie, Saint-Dalmas de Valdeblore, Saint-Sauveur-sur-Tinée, Entraunes, Colmars-les-Alpes Le Sentier Panoramique du Mercantour                                                  | ~ 220 km |
| GR 53              | Nordvogesen Wissembourg-Donon |          |
| GR 54              | Durch den Oisans und Écrins |          |
| GR 55              | Durch den Nationalpark Vanoise |          |
| GR 57              | Lüttich (B), Diekirch (LUX) | 265 km   |
| GR 65              | Genf, Le Puy-en-Velay, Nasbinals, Conques, Figeac, Moissac, Aire-sur-l’Adour, Roncevaux (Spanien) Der GR 65 entspricht bis Le Puy-en-Velay dem Jakobsweg Via Gebennensis und im weiteren Verlauf der Via Podiensis                                         |          |
| GR 68              | Rund um den Mont Lozère |          |
| GR 70              | Le Puy-en-Velay (Haute-Loire), Lozère, Ardèche, Saint-Jean-du-Gard (Gard) Chemin de Stevenson | 225 km   |
| GR 71              | L'Espérou, Mazamet |          |
| GR 72              | Col du Bez, Barre-des-Cévennes |          |
| GR 86              | Toulouse, Bagnères-de-Luchon |          |
| GR 96              | Voralpen der Haute-Savoie |          |
| GR 340             | Rund um die Insel Belle-Île-en-Mer |          |
| GR 400             | Volcan du Cantal | 133 km   |
| GR 510             | Alpes-Maritimes Le Sentier des Huit Vallées: Breil-sur-Roya, Sospel, Lucéram, Villars-sur-Var, Puget-Théniers, Roquestéron, Grasse |          |
| GR 531             | Durchquerung der Vogesen von Nord nach Süd (Soultz-sous-Forêts–Masevaux) |          |
| GR 532             | Durchquerung der Vogesen von Nord nach Süd (Woerth–Belfort) |          |
| GR 533             | Durchquerung der westlichen Vogesen (Sarrebourg–Belfort) |          |
| GR 2013            | Metropolenwanderweg in der Region Marseille-Provence | 365 km   |
| GR Balcon du Léman | Tour de Balcon du Léman: Genf (CH), Chaumont, Col du Mont Sion (CH), La Muraz, Lucinges, Col de Cou, Habère-Poche, Chevenoz, Bernex, Novel |          |
| GR TMB             | Rund um die Mont-Blanc-Gruppe | ~ 170 km |

### Spanien
| GR      | Verlauf / span. Name                                                               | Etappenorte |
| ------- | ---------------------------------------------------------------------------------- | --- |
| GR 1    | Senda Transversal, Sendero Histórico                                               | Ampurias – Banyoles – El Torn – Castellfullit de la Roca – Oix – Sant Pau de Segúries – Sant Joan de les Abadesses – Ripoll – Alpens – Lluçà – Santa María de Merlés – Gironella – Àvia – Capolat – Sant Pere de Graudescales – Sant Llorenç de Morunys – Oden – Montpolt – Oliana – Peramola – Gavarra -Benevent de la Conca – Llimiana – Sant Esteve de la Sarga – Congost de Mont-Rebei – Lo Pont de Montanyana – Sos del Rey Católico – Uxué – Santa Cruz de Campezo – Puerto de El Escudo |
| GR 2    | La Jonquera – Aiguafreda                                                           | La Jonquera – L'Estrada – Boadella – La Salut – Terrades – Vilarig – Lledó – Sant – Martí – Sesserres – Segueró – Beuda – Palera – Besalú – El Torn – Sallent – Santa Pau – La Cot – Les Preses – Joanetes – Falgars de Bas – Pruit – Rupit – Tavertet – La Riba – Vilanova de Sau – Sant Julià de Vilatorta – Santuari Puig – L'Agulla – Seva – El Brull – Aiguafreda |
| GR 3    | Sendero central de Cataluña                                                        | Vidrà – Els Munts – San Bartomeu de Grau – Estany – Sant Benet de Bages – Manresa – Cardona – Solsona – Ponts – Tàrrega – Vallbona de los Monjas (Lleida). |
| GR 4    | Puigcerdà – Montserrat                                                             | Puigcerdá – La Pobla de Lillet – Borredá – Sant Pau de Pinós – Sant Benet de Bages – Santa Cecilia de Montserrat – Kloster von Montserrat |
| GR 4.1  | Clusa – La Quar                                                                    | |
| GR 4.2  | Coll de Pal – Falgars                                                              | |
| GR 5    | Sendero de los parques naturales, Sendero de los miradores                         | Sitges (Barcelona) – Olesa de Bonesvalls – Gelida – Beguda Alta – Collbató – Montserrat (kreuzt den GR 172) – Aiguafreda – Pla de la Calma – Montseny – Sant Celoni – Sant Iscle de Vallalta – Canet de Mar (Barcelona) |
| GR 6    | Barcelona – Montserrat                                                             | Parc del Laberint de Barcelona – Carena de Collserolla – Sant Cugat del Vallès – Les Fonts de Terrasa – Olesa de Montserrat – Kloster von Montserrat |
| GR 7    | Andorra – Tarifa                                                                   | Andorra – Montserrat – Almaciles – Alicante – Puebla de Don Fadrique – Tarifa |
| GR 7.1  | Pinós – Prades – Pinós Pauls                                                       | Pinós – Vallfogona de Ruicorb – Prades – García – Pauls |
| GR 7.2  | Bellprat – Montserrat – La Mussara                                                 | |
| GR 7.3  | Coll de Guix – Coll Roig                                                           | |
| GR 7.4  | Montblanc – Clot del Llop                                                          | |
| GR 8    | Senda del Maestrazgo                                                               | Ports de Tortosa-Beseit – Fuentespalda – Peñarroya de Tastavins – Monroyo – Aguaviva – Las Parras de Castellote – Las Planas – La Algecira – Villarluengo – Pitarque – Cañada de Benatanduz – Fortanete – Valdelinares – Alcalá de la Selva – Mora de Rubielos – Valbona – La Puebla de Valverde – Camarena de la Sierra – Riodeva – Villel |
| GR 8.1  | Variante zu GR 8                                                                   | Bordón – La Algecira – Ladruñán – Molinos – Ejulve |
| GR 8.2  | Variante zu GR 8                                                                   | Fortanete – Mosqueruela – Mora de Rubielos |
| GR 9    | Cañada Real de las Provincias                                                      | Milagro – Puente de la Reina – Pamplona – Aoiz – Abaurrea la Alta |
| GR 10   | Sierras de Albarracín y Javalambre (Abschnitt des E-7)                             | Abejuela – Arcos de las Salinas – Camarena de la Sierra – Valacloche – Cascante del Río – Villel – Rubiales – Bezas – Albarracín – Monterde – Bronchales – Orihuela del Tremedal |
| GR 10.1 |                                                                                    | Rubiales – Jabaloyas – Toril – Masegoso – El Vallecillo – Guadalaviar – Griegos – Bronchales – Orihuela del Tremedal |
| GR 10.2 |                                                                                    | Pontón de la Oliva – La Puebla – Hayedo de Montejo – Cerezo de Abajo |
| GR 11   | Senda Pirenaica                                                                    | Atlantikküste – Cabo Higer – Irún – Bera – Elizondo – Urkiaga – Burguete – Fábrica de Orbaiceta – Irati – Ochagavía – Isaba – Zuriza – Oza – Candanchú – Lizara – Canfranc – Canal Roya – Sallent – Canal de Izas – Panticosa – Bujaruelo – Góriz – Pineta – Parzán – Biadós – Estós – Llauset – Vielha – Aneto – Colomers – Sant Maurici – Pont de Suert – Durro – Boí – Taüll – Colomina – Espot – La Guingueta – Tavascan – Àreu – Arans – Encamp – Escaldes – Vileilla – Guils – Puigcerdà – Planoles – Dòrria – Fornells de la Muntanya – Santuari de la Núria – Setcases – Molló – Beget – Sant Aniol d'Aguja – Albanyà – La Vajol – La Jonquera – Requesens – Vilamaniscle – Llançà – Port de la Selva – Cap de Creus – Mittelmeerküste |
| GR 11.1 | Variante zu GR 11                                                                  | |
| GR 12   | Sendero de Euskal Herria                                                           | Zuriza – Mesa de Los Tres Reyes – Pto. de Larraun – Río Irati – Orbaizeta -Pto. de Ibañeta – Coll. de Urkiaga – Pto. de Belate – Lekunberri – Aralar -Pto. de Etxegarate |
| GR 12.1 | Vuelta a Guipúzcoa                                                                 | |
| GR 12.3 | Vuelta a Vizcaya                                                                   | |
| GR 13   |                                                                                    | Nuestra Señora del Yugo – Monasterio de Leyre – Puerto de Lázar |
| GR 14   | Senda del Duero                                                                    | |
| GR 15   | Senda Prepirenaica                                                                 | |
| GR 16   | Senderos del Serrablo                                                              | |
| GR 17   | Sendero Mariano                                                                    | |
| GR 18   | Fonz – Castasena / Senderos de la Ribagorza                                        | Fonz – Ermita de La Carrodilla (kreuzt GR 45) – Aguinaliú – Juseu – Purroy de la Solana – Pilzán – Cabañera de la Rebollosa – Caladrones – Ciscar – Tolva – Luzás – Barranco de La Torquilla (kreuzt GR 1) – Castigaleu – (kreuzt GR 1) – Cajigar – Coll de Vent – Puyalto – Bonansa (GR 15) – Noales – Castanesa – (GR 11) – Aneto. |
| GR 18.1 | Benabarre – Castanesa                                                              | |
| GR 19   | Senderos del Sobrarbe                                                              | |
| GR 20   | Sierra de Aralar                                                                   | |
| GR 21   | Javier – Loyola / Camino Ignaciano                                                 | |
| GR 22   | Pamplona – Lecumberri – Plazaola / Sendero del Plazaola ferrocarril minero         | |
| GR 24   | Senderos de Calatayud, Daroca y Gallocanta                                         | Aldehuela de Liestos – Torralba de los Frailes – Las Cuerlas – Bello – Torralba de los Sisones – Blancas – Pozuel del Campo – Ojos Negros – Villar del Salz -Peracense |
| GR 25   | Vuelta a la Llanada Alavesa                                                        | |
| GR 26   | Senda de Tierra de Campos                                                          | Valladolid – Fuensaldaña – Mucientes – Villalba de los Alcores – Montealegre -Palacios de Campos – Medina de Rioseco – Berrueces – Palazuelos de Vedija – Villamuriel de Campos – Aguilar de Campos – Ceinos de Campos – Villacid de Campos – Villalón de Campos – Bustillo de Chaves – Gordaliza de la Loma – Castroponce – Mayorg |
| GR 27   | Sendero del Valle de Esgueva                                                       | |
| GR 28   | Teruel                                                                             | |
| GR 30   | Sendero de los Montes de Torozos                                                   | |
| GR 33   | Sendero la Luna Llena                                                              | |
| GR 34   | Donostia – Arantzazu                                                               | |
| GR 36   | Sierra de Espadán                                                                  | Vilabella – Fonteta d’Oliver – Font de Cabres – Coll – La Mina – Coll Roig – Font de Castro – Eslida – L’Oret – Coll de Barres – Font del Nogueral – Aín -Corrals – Torcas – Veo – Alcudia de Veo – Alto de Pedralba – Mas de Pedralba – Font de Felipo – Mas del Taide – Coll – El Tajal – Rambla – Área Recreativa Villamalur – Torralba del Pinar – Ermita de Santa Bárbara – Alto del Campo – Aljub – Mas de Bagan – Montanejos |
| GR 37   | La Serranía – Vías pecuarias                                                       | |
| GR 38   | Ruta del Vino y del Pescado                                                        | Oyón – Laguardia – Lagrán – Albaina – Oquina – Santuario de Nuestra Señora de Estíbaliz – Mendibil – Legutiano – Otxandio |
| GR 39   | Cañada Real de La Mesta                                                            | |
| GR 40   | Cañada Real Soriana                                                                | |
| GR 41   | Cordel de las Buervas                                                              | |
| GR 42   | Cañada Real Leonesa Occidental                                                     | Aroche – Ribera del Múrtiga – Cumbres de En medio – Segura de León |
| GR 43   | Cordel de la Campiña                                                               | |
| GR 45   | Senderos del Somontano                                                             | |
| GR 47   | Camino de la Minas                                                                 | Ermita de Santa Eulalia – Alájar – Fuenteheridos – Cortelazor – Hinojales |
| GR 50   | Ruta del Medievo                                                                   | |
| GR 52   | Ruta de los Ríos                                                                   | |
| GR 53   | Panorámica de Vigo                                                                 | |
| GR 56   | Transourensán                                                                      | |
| GR 65   | Jakobsweg, Variante „Der Französische Weg“ / Camino Santiago – „El Camino Francés“ | Roncesvalles – Santiago de Compostela (mit Verlängerung nach Porto, Portugal) |
| GR 65.3 | Camino Aragones                                                                    | Col du Somport – Undues de Lerda (ca. 190 km), Jakobsweg in Aragon |
| GR 65.5 | katalanische Variante des Jakobsweges                                              | Tarragona – Prades – Saragossa |
| GR 66   | Sendero Castellano Manchego                                                        | Puente de Martinete (Río Tajo) – Cueva del Hierro – Masegosa – Laguna Grande – Sta. María del Val – Vega de Codorno – Tragacete – Las Majadas – Uqa – Ciudad Encantada – Valdecabras – Buenache de la Sierra – Cuenca – Hoz de Huécar – Palomera – Dehesa de los Palancares – Carboneras de Guadazahón – Villar del Humo – Cardenete – Emguídanos – La Pesquera – Minglanilla – Villalpardo – Los Cárceles (Río Cabriel) |
| GR 67   | Senda de las Serranías de Guadalajara                                              | |
| GR 68   | Sierras de Alcaráz y Segura                                                        | |
| GR 69   | Alcarria conquense                                                                 | |
| GR 71   | Senda de la Reserva del Saja                                                       | |
| GR 72   | Ruta de los Campurrianos                                                           | |
| GR 73   | Calzada de los Blendios                                                            | |
| GR 74   | Corredor Oriental de Cantabria                                                     | |
| GR 75   | Senda de los Valles de Cantabria                                                   | |
| GR 83   | Camí del Nord                                                                      | Mataró – La Tordera – Joanet – Ossor – Sant Salvador de Puig Alder – Olot – Beget – Prats de Molló – Prada |
| GR 86   | Sendero Ibérico Soriano                                                            | |
| GR 88   | Sendero Segoviano                                                                  | |
| GR 89   | Alar del Rey – Valladolid / Sendero de los Canales de Castilla                     | Palencia, Valladolid |
| GR 90   | Tarazona – Morata de Jalón / Senda del Moncayo                                     | |
| GR 90.1 |                                                                                    | Lituénigo – Santuario del Moncayo – Talamantes |
| GR 92   | Portbou – Ulldecona / Sendero del litoral catalán mediterráneo                     | |
| GR 92.1 | Palau Saverdera – Cap de Creus                                                     | |
| GR 92.2 | Tossa de Mar Sant Feliu de Guíxols – Llagostera                                    | |
| GR 92.3 | Begues – Castellet                                                                 | |
| GR 93   | Sierras de La Rioja (Ezcaray – Cornago)                                            | Ezcaray – San Millán de la Cogolla – Anguiano – Ortigosa de Cameros – Laguna de Cameros – San Román de Cameros – Munilla – Enciso – Cornago |
| GR 93.1 | Sierra de la Demanda                                                               | Ezcaray – Monasterio de Valvanera – Viniegra de Abajo – Ortigosa de Cameros |
| GR 94   | Rural de Galicia                                                                   | |
| GR 96   | Barcelona – Montserrat                                                             | Barcelona – Rubí – Montserrat |
| GR 97   | Sendero de La Tordera al Llobregat                                                 | Sant Celoni – Sant Antoni de Vilamajor – Los Franqueses del Vallés – Caldes de Montbui – Sabadell – Viladecavalls – Abrera |
| GR 98   | Vuelta a la Reserva de la Biosfera de Urdaibai                                     | |
| GR 98.1 | Subida a Katillotxu                                                                | Sukarrieta – Katillotxu – Sukarrieta |
| GR 99   | Sendero del Ebro                                                                   | Reinosa – Miranda de Ebro – Haro – Logroño – Calahorra – Alfaro – Tudela – Gallur – Alagón – Zaragoza – Sástago – Escatrón – Caspe – Mequinenza – Flix – Tortosa – Amposta |
| GR 100  | Gijón – Sevilla / Ruta de la Plata                                                 | |
| GR 101  | Camino Real de La Mesa                                                             | |
| GR 105  | Ruta de las Peregrinaciones                                                        | |
| GR 106  | Ruta de San Melchor                                                                | |
| GR 107  | Queralt – Montsegur                                                                | Queralt – Poble de Peguera – Gósol – Bagá – Bellver de Cerdanya – Porta – Merenç-de-las-Vals – Orgeis – Comus – Montsegur |
| GR 120  | Ruta de los Tres Templos                                                           | |
| GR 121  | Vuelta a Guipúzcoa                                                                 | |
| GR 123  | Vuelta a Vizcaya                                                                   | |
| GR 124  | Senda Real                                                                         | |
| GR 130  | Camino Real de la Costa                                                            | |
| GR 131  | Ruta de los Volcanes & Ruta de la Cresteria                                        | |
| GR 132  | Camino Natural Costas de La Gomera                                                 | San Sebastián de La Gomera – Hermigua – Playa de Vallehermoso – Alojera – Valle Gran Rey – La Dama – Alajeró – Playa de Santiago – San Sebastián de La Gomera |
| GR 150  | Rundweg durch die Sierra del Cadí                                                  | Bagá – Gósol – Fórnols del Cadí – La Seu d’Urgell – Ansovell – Estana – Bellver de Cerdanya – Alp – Coll de Pal – Bagá |
| GR 170  | L'Estany – Vidra                                                                   | |
| GR 171  | Santuario de Pinos – Refugio Caro                                                  | |
| GR 172  | Refugio de la Mussara – Bellprat                                                   | Refugio de la Mussara (Tarragona) – Castellvell – Reus – Constantí – Tarragona – Catllar – Renau – Nulles – Puigpelat – Alió – Santes Creus – Montagut – Sant Joan de Mediona – El Badorc – Piera – Hostalets de Peirola – Peirola – Collbató – Kloster von Montserrat – Santa Cecilia – Can Massana – La Pobla de Claramunt – Santa Margarida de Montbui – Miralles – Castell de Queralt – Bellprat (Barcelona) |
| GR 173  | Vallès Natural                                                                     | San Lorenzo Savall – San Lorenzo Savall |
| GR 174  | Coll de la Teixeta-Albarca / Sender del Priorat                                    | Coll de la Teixeta (Tarragona) – Porrera – Falset – Bellmunt – Gratallops – Torroja – Vilella Alta – Poboleda – Cornudella – Albarca (Tarragona) |
| GR 175  | Santa Creus – Santa Creus                                                          | |
| GR 176  | Ruta de les Vint Ermites                                                           | Navàs (Barcelona) – Sant Cugat del Racó – Castelladral – Santa Fe de la Vall de Peres – Sant Vicenç de Navel – Sant Esteve del Pujol d'en Planes – Sant Joan de Mondaran – Sant Miquel de Fenogedell – Sant Sadurní de Fenollet -Sant Marçal de Puigreig – Sant Joan Degollat – Puig-Reig – Santa Maria de Periques – Sant Andreu de Cal Pallot – Santuari de Pinós – Sant Pau de Pinós – Sant Amanç de Pinós – Sant Jordi de Lloberes – Sant Miquel de Terradellas – Santa Maria de Cornet – Santa Sussana de l'Aballa de Baix – Navàs (Barcelona) |
| GR 177  | Ruta del Moianés                                                                   | Moià – Sant Vicenç de Vilarassau – Santa Creu de la Plana – el Carrer del Peucalçó – Sant Miquel – coll de les Llebres – L'Estany – collet de Mas Güell – collet de Voladeres – Collsuspina – La Penyora – el Prat – Sant Quirze Safaja – collet de Termes – Castellterçol – Sant Llogari – Granera – Ministrol de Calders – la Guàrdia – Calders – Sant Vicenç de Vilarassau – Moià |
| GR 178  | Ruta d'en Serrallonga                                                              | Santa Coloma de Farners – Osor – Pantà de Sau |
| GR 179  | Sender dels Maquis                                                                 | |
| GR 192  | Cambrils – Amposta                                                                 | Cambrils – Mare de Déu de la Roca – Masboquera – El Jabalí Enamorado – Bassa Povet de l'Amorós – Amposta |
| GR 210  | Camí Vora Ter                                                                      | |
| GR 211  | Rundweg im Val d’Aran                                                              | Vielha – Era Bordeta – Pontaut – Unha – Vielha |
| GR 221  | Ruta de Pedra en Sec / Port d’Andratx – Pollença                                   | Port d’Andratx – Sant Elm – La Trapa – Estellencs – Banyalbufar – Esporles – Valldemossa – Deià – Port de Sóller – Sóller – Santuari de Lluc – Pollença |
| GR 222  | Ruta d’Artà a Lluc                                                                 | Artà – Inca – Lluc |
| GR 223  | Camí de Cavalls                                                                    | Rundwanderweg entlang der Küste von Menorca |
| GR 229  | Mikeldi                                                                            | Duranguesado: Rundweg um Durango |
| GR 236  | Route der Klöster von Valencia                                                     | Gandia – Almoines – Beniarjó – Beniflá – Palma de Gandía – Kloster Sant Jeroni de Cotalba – Rótova – Alfauir – Almiserat – Castillo de Vilella – Luchente – Kloster Corpus Christi – Castillo de Xio – Pinet – Bárig – Simat de la Valldigna – Kloster Santa María de la Valldigna – Benifairó de la Valldigna – Kloster de Aguas Vivas – La Barraca de Aguas Vivas – Kloster de La Murta – Alzira. |
| GR 241  | Borredá – Borredá                                                                  | |
| GR 249  | Gran Senda de Málaga                                                               | Málaga – Rincón de la Victoria – Vélez Málaga – Torrox – Nerja – Frigiliana – Cómpeta – Canillas de Aceituno – Periana – Pulgarín Alto – Alfarnate – Villanueva del Rosario – Archidona – Villanueva de Tapia – Villanueva de Algaidas – Cuevas Bajas – Alameda – Fuente de Piedra – Campillos – Embalses del Guadalhorce – Estación del Chorro – Ardales – El Burgo – Ronda – Estación de Benaoján – Jimera de Líbar – Benalauría – Genalguacil – Casares – Estepona – Marbella – Ojén – Mijas – Málaga |

### Belgien
| GR             | Verlauf / belg. Name | Etappenorte |
| -------------- | --- | --- |
| GR 12          | Paris-Brüssel-Amsterdam | Paris – Montcornet – Rocroi – Moulin-Manteau – Olloy – Dourbes – Walcourt – Ronquières – Braine-le-Château (Kasteelbrakel) – Beersel – Ukkel – Brüssel – Grimbergen – Mechelen – Lier – Deurne – Bergen-op-Zoom – Amsterdam |
| GR 12B         | Walcourt – Bon Secours | |
| GR 121         | Brüssel-Boulogne-sur-Mer | Brüssel – Virginal – Ath (Aat) – Belœil – Bon-Secours – Pexquencourt – Arras (Atrecht) – Frévent – Montreuil-sur-Mer – Equihen-Plage – Boulogne-sur-Mer |
| GR 122         | Zeeland/Champagne-Ardenne | Quiévrain – Bonsecours – Tournai (Doornik) – Mont-de-l’Enclus – Ronse – Laarne – Moerbeke – Hulst |
| GR 123         | Rundweg in Henegouwen | Doornik – Péruwelz – Silly (Opzullik) – Lessines (Lessen) – Ellezelles (Elzele) – Mont-de-l’Enclus – Doornik |
| GR 125         | Tour de L'Entre-Sambre-et-Meuse | Walcourt – Cerfontaine – Froidchapelle – Virelles – Nismes – Treignes – Hierges – Soulme – Hastière – Freyr – Dinant – Godinne – Namur (Namen) – Flawinne – Floreffe – Fosses-la-Ville – Mettet – Fraire – Walcourt |
| GR 126         | Brüssel-Semoisvallei | Brüssel – Namen – Dinant – Houyet – Membre |
| GR 128         | Flandernroute: Wissant-Aachen | Wissant – Haute-Escalles (Cap Blanc-Nez) – Watten – Cassel – Kemmel – Zonnebeke – Rumbeke (Roeselare) – Deinze – Gent – Laarne – Dendermonde – Aalst – Leuven – Hoegaarden – Hélécine (Opheylissem-Neerheylissem) – Zoutleeuw – Sint-Truiden – Tongern – Vroenhoven – Maastricht – Eijsden – Sint-Martens-Voeren – Teuven – Drielandenpunt – Aachen |
| GR 129         | Brügge-Ronse-Dinant | Brugge – Oudenaarde – Ronse – Mons (Bergen) – Abtei Maredsous – Dinant |
| GR 130         | Krekengebied-IJzervallei | Maldegem (Niederländische Grenze) – Stavele (an der IJzer) |
| GR 5           | Nordsee-Middellandse Zee | Bergen op Zoom – Essen – Westerlo – Diest – Hasselt – Genk – Lanaken (Maastricht) – Visé (Wezet) – Barchon (Luik) – Olne – Fraipont – Banneux – La Reid – Spa – Stavelot – Vielsalm – Burg-Reuland – Ouren – Vianden – Gilsdorf |
| GR 5A          | Rundweg Ost- und Westflandern\|Oostende – Nieuwpoort – De Panne – Roesbrugge – Kemmel – Menen – Ronse – Geraardsbergen – Aalst – Temse – Antwerpen – Hulst – Sas van Gent – Strobrugge (Maldegem) – Damse Vaart (Sluis) – Damme – Brugge – De Haan – Oostende | |
| GR 512         | Vlaams-Brabant | Diest – Huldenberg – Brüssel – Geraardsbergen |
| GR 56          | Ostkantone | Sankt Vith – Malmedy – Monschau – Burg-Reuland – Sankt Vith |
| GR 561         | Dommel-Nete-Demer | Diest – Valkenswaard – Lanaken – Maastricht |
| GR 562         | Limburg | Valkenswaard – Oeterdal – Lanaken |
| GR 563         | Herver Land | Dalhem – Dison – Eupen – 132Dreiländereck – Aubel |
| GR 564         | Kempen-Condroz | Grenspaal 190 – Lommel – Hechtel – Sonnis – Bokrijk – Albertkanaal (Hasselt) – Diepenbeek – Borgloon – Gelinden – Landen – Hannut (Hannuit) – Avennes – Hoei |
| GR 565         | Sniederpad | Deurne (Antwerpen) – Halle (Belgien) – Zoersel – Wechelderzande – Vosselaar – Turnhout – Kasterlee – Retie – Postel – Bladel |
| GR 57          | Ourthe | Barchon (anschl. GR 5) – Luik – Trois-Ponts – Houffalize – Gouvy – Diekirch |
| GR 571         | Amblève (Amel) | Comblain-au-Pont – Aywaille – Remouchamps – Trois-Ponts |
| GR 572         | Salm | Trois-Ponts – Salmchateau – Gouvy |
| GR 573         | Weser | Hoëgne-Hill im Hohen Venn |
| GR 575         | Naamse Condroz | Andenne – Ciney – Spontin – Mozet – Andenne |
| GR 576         | Condroz | Hoei – Modave – Hamoir – Aywaille – Sprimont – Esneux – Hoei |
| GR 577         | Lesse in Lomme | Marche-les-Dames – Rochefort – Han-sur-Lesse – Houet – Ciney – Durbuy – Hotton |
| GR 578         | Lienne | Remouchamps – Lierneux – Gouvy |
| GR 579/ GR 564 | | Brüssel – Luik – Hannut (Hannuit) – Hoei |
| GR 15          | | Monschau – Eupen – Spa – Remouchamps – Aywaille – Manhay – Houffalize – Bastogne (Bastenaken) – Martelange |
| GR 16          | Sentier de la Semois | Arlon – Étalle – Chiny – Florenville – Bouillon – Vresse-sur-Semois – Sorendal – Monthermé |
| GR OA          | Ourthe-Amblève | Méry – Remouchamps |
| GR AE          | Ardennen-Eifel | Martelange – Anlier – Florenville – Marbehan – Bouillon – Vresse – Sorendal |

### Niederlande
| GR      | Verlauf / niederl. Name                            | Abschnitte |
| ------- | -------------------------------------------------- | --- |
| LAW 1   | Diagonaalpad (Diagonalpfad)                        | LAW 1-1: Zevenwoudenpad – 155 km LAW 1-2: Pionierspad – 200 km LAW 1-3: Floris V-pad – 222 km |
| LAW 2   | Trekvogelpad (Zugvogelpfad) – 380 km               | Trekvogelpad (Zugvogelpfad) – 380 km |
| LAW 2-2 | Overijsselpad (Obereisselpfad) – 177 km            | (geht über in LAW 12 (Havezatenpad)) |
| LAW 3   | Marskramerpad                                      | LAW 3-1: Teil 1 – 95 km (Zusammen mit dem deutschen Töddenweg der Handelsweg) LAW 3-2: Teil 2 – 100 km LAW 3-3: Teil 3 – 102 km                                                                                    |
| LAW 4   | Maarten van Rossumpad – 315 km                     | Maarten van Rossumpad – 315 km |
| LAW 5   | Kustpad (Küstenpfad)                               | LAW 5-1: Deltapad – 233 km LAW 5-2: Visserspad – 102 km LAW 5-3: Duin- en Polderpad (Dünen – und Polderpfad) 151 km LAW 5-4: Friese Kustpad (Friesischer Küstenpfad) – 152 km LAW 5-5: Wad- en Wierdenpad – 123 km |
| LAW 6   | Rivierenpad                                        | LAW 6-1: Oeverloperpad – 232 km LAW 6-2: Lingepad – 98 km |
| LAW 7   | Pelgrimspad (Pilgerpfad)                           | LAW 7-1: Teil 1 – 199 km LAW 7-2: Teil 2 – 267 km |
| LAW 8   | Zuiderzeepad – 400 km                              | Zuiderzeepad – 400 km |
| LAW 9   | Pieterpad                                          | LAW 9-I: traject 1 – 232 km LAW 9-II: traject 2 – 256 km |
| LAW 10  | Noaberpad – 379 km                                 | Noaberpad – 379 km |
| LAW 11  | Grenslandpad (Grenzlandpfad) – 363 km              | Grenslandpad (Grenzlandpfad) – 363 km |
| LAW 12  | Overijssels Havezatenpad – 300 km (ab August 2006) | Overijssels Havezatenpad – 300 km (ab August 2006) |
| LAW 101 | Domelapad – 150 km (wird Turfstekerspad)           | Domelapad – 150 km (wird Turfstekerspad) |
| LAW 701 | Peellandpad – 160 km                               | Peellandpad – 160 km |